# Baniyas Square
Baniyas Square (in arabo بني ياس, Banī Yās) è una stazione della metropolitana di Dubai della linea verde. Venne inaugurata il 9 settembre 2011 e aperta al pubblico il giorno successivo.